# Teilchenmodell
Das Teilchenmodell ist eine der einfachsten Modellvorstellungen zum Aufbau der Materie. Im Gegensatz zum Kontinuumsmodell beruht es auf der Grundannahme, dass ausgedehnte Körper aus vielen einzelnen Teilchen bestehen, die erst durch ihr Zusammenwirken die Eigenschaften entstehen lassen, die sich in den makroskopischen Zuständen und Vorgängen zeigen. Diese Annahme, dass ein Bereich aus kleinsten, fundamentalen, nicht teilbaren oder auf andere Elemente reduzierbaren Elementen besteht, wird als Atomismus bezeichnet. Als (nahezu) unveränderliche Teilchen dieser Art wurden die Atome identifiziert. Ihre Anzahl übertrifft schon bei kleinen makroskopischen Körpern leicht die Größenordnung einer 23-stelligen Zahl, also etwa eines Mols (ca. 6·1023).
Im Rahmen des Teilchenmodells kann man in einfacher Weise beschreiben, wie sich zum Beispiel aus Atomen feste, flüssige und gasförmige Stoffe bilden, welche unterschiedlichen mechanischen Eigenschaften diese Aggregatzustände haben und wie sie sich ineinander umwandeln. Weiter unten wird dazu ein kurzer Überblick gegeben. Für die Atome selber wiederum gibt es weitere Teilchenmodelle, wie sie die Liste der Atommodelle aufführt, in denen ihre Eigenschaften durch ihren Aufbau aus noch kleineren Teilchen, letztlich den Elementarteilchen, erklärt werden.
In diesem Sinne wird der Begriff Teilchenmodell vor allem in der Physikdidaktik verwendet, er gehört aber nicht zu den in der Fachwissenschaft Physik etablierten Begriffen und scheint auch in der Fachdidaktik keine grundlegende Definition erfahren zu haben.

## Erklärungen mit Hilfe des Teilchenmodells

Teilchenmodell eines kristallinen Feststoffes

Das Teilchenmodell geht davon aus, dass die Teilchen eines reinen Stoffs alle identisch zueinander sind. Sie unterscheiden sich aber von den Teilchen anderer Stoffe, zum Beispiel in ihrer Größe, Form oder Masse. Über den inneren Aufbau der Teilchen wird keine Aussage gemacht.
Im einfachsten Ansatz werden die Teilchen als harte Kugeln dargestellt, was für die Atome auch in vielen Zusammenhängen näherungsweise richtig ist. Dies Teilchenmodell ist schon geeignet für die Beschreibung der Edelgase in ihrem gasförmigen Zustand.
In der nächsten Stufe des Modells werden Teilchen angenommen, die sich nach festen Regeln mit anderen Teilchen stabil verbinden können. Das entspricht der chemischen Bindung von Atomen, die dadurch Moleküle unterschiedlicher Größe, Masse und Form bilden können. Damit kann das Teilchenmodell chemische Umwandlungen und die Vielfalt der uns umgebenden Materialien deuten. Die Moleküle eines chemisch reinen Stoffes sind untereinander alle gleich. Bestehen sie nur aus wenigen Atomen, genügt es in vielen Anwendungen des Teilchenmodells, sie wieder als gleichartige Kugeln anzunehmen.
Schließlich wird das Teilchenmodell dadurch erweitert, dass die Teilchen bei starker Annäherung abstoßende und bei mittlerer Entfernung anziehende Kräfte aufeinander ausüben können. Letztere sind zwar viel schwächer als die chemische Bindung, bestimmen aber die makroskopische Erscheinung der Materie ausschlaggebend. Unter anderem lassen sich folgende Beobachtungen im Rahmen dieses Teilchenmodells erklären:
- Die mechanische Festigkeit von festen Körpern (s. Abb.) und die leichte Verformbarkeit von Flüssigkeiten und Gasen: Die Teilchen halten sich im kristallinen festen Körper gegenseitig auf Gitterplätzen fast unverrückbar fest, in Flüssigkeiten nur vergleichsweise schwach, und in Gasen gar nicht.
- Die Wärmeenergie und Temperatur: Die Teilchen sind ständig in Bewegung; je höher die Temperatur eines Stoffes ist, desto schneller bewegen sich seine Teilchen im Durchschnitt (thermische Bewegung).
- Die Aggregatzustände, die bestimmt werden durch die Anziehung der Teilchen zueinander im Zusammenspiel mit ihrer mehr oder weniger heftigen thermischen Bewegung.
- Die Zustandsgleichungen der Gase, also der Zusammenhang zwischen Druck, Dichte und Temperatur. Dazu gehört z. B. der folgende Punkt:
- Die Komprimierbarkeit der Gase: Übt man auf Gas, das in einem geschlossenen Behälter ist, Druck aus, so wird das Volumen verringert. Das ist möglich, weil der große Abstand zwischen den Teilchen verringert wird. Durch besonders hohen Druck können die meisten Gase sogar verflüssigt werden. Bei Flüssigkeiten und Feststoffen kann das Volumen fast gar nicht verringert werden, weil die Teilchen bereits nahe beieinander sind.
- Die Brownsche Bewegung: Ein Staubkörnchen in Wasser bewegt sich unter dem Mikroskop scheinbar von alleine unregelmäßig im Zickzack, weil die Moleküle des Wassers aufgrund ihrer eigenen  (thermischen) Bewegung das Staubkörnchen unregelmäßig anstoßen.
- Die Diffusion: Ohne Mitwirkung einer Strömung verteilt sich allein durch die thermische Bewegung der Teilchen ein Gas von selbst in einem anderen Gas (oder im Vakuum); gleiches machen beispielsweise die Farbstoffmoleküle eines Tintentropfens in Wasser.
- Der Druck: Die einem Volumen eingeschlossenen Teilchen stoßen aufgrund ihrer thermischen Bewegung gegen die Wände und erzeugen dadurch eine nach außen gerichtete und im Durchschnitt gleichbleibende Kraft.
- Die Wärmeübertragung, insbesondere Wärmeleitung: Wird ein Gegenstand an einer Stelle erhitzt, so geraten die dort befindlichen Teilchen in stärkere  Bewegung. Diese geben sie durch Stöße an die benachbarten Teilchen weiter, wodurch sich die schnellere Bewegung allmählich im ganzen Gegenstand ausbreitet.
- Der absolute Nullpunkt: Beim Abkühlen wird die thermische Bewegung der Teilchen immer langsamer. Bei −273,15 °C ist der Punkt erreicht, an dem sich der Stoff nicht weiter abkühlen kann.

## „Die wichtigste Erkenntnis der Physik“
Um die Bedeutung des Teilchenmodells gebührend zu würdigen, stellte der große Physiker Richard Feynman in seinen in den 1960er Jahren erschienenen Lehrbüchern Vorlesungen über Physik die Frage, welche Erkenntnis der Physik es wert sei, der Nachwelt überliefert zu werden, wenn man nur Gelegenheit zu einem einzigen Satz hätte. Seine Antwort:
„Alle Dinge bestehen aus Atomen - kleinen Teilchen, die sich ewig bewegen, einander anziehen, wenn sie etwas Abstand haben, jedoch abstoßen, wenn sie gegeneinandergedrückt werden.“